# City Hunter
City Hunter (originaltitel: Shiti Hanta) är en japansk actionkomedifilm från 2024. Filmen är regisserad av Yûichi Satô, efter ett manus skrivet av Tatsuro Mishima. Filmen hade premiär på Netflix den 25 april 2024 och är baserad på Tsukasa Hôjôs mangaserie.

## Handling
Filmen kretsar kring Ryo Saeba som arbetar som lönnmördare. Efter att Saebas partner Makimura dödats börjar han arbeta med Makimuras syster Kaori, och de bildar ett nytt team för att avslöja sanningen bakom hans död.

## Rollista (i urval)
- Ryohei Suzuki – Ryo Saeba
- Misato Morita – Kaori Makimura
- Masanobu Andô – Hideyuki Makimura
- Fumino Kimura – Saeko Nogami
- Asuka Hanamura
- Isao Hashizume